# Palácio Sinel de Cordes

O Palácio Sinel de Cordes é um Palácio no Campo de Santa Clara, em São Vicente de Fora, Lisboa, Portugal.

## Descrição
O palácio foi edificado no século XVIII pela família Sinel de Cordes, Nobreza e Burguesia de ascendência Flamenga, à qual pertenceram Cavaleiros da Ordem de Cristo, Familiares do Santo Ofício da Inquisição de Lisboa e Fidalgos Cavaleiros da Casa Real, a qual aí se instalou depois do Terramoto de 1755, saíndo da zona da atual Praça Luís de Camões, na Encarnação, onde vivia.
No século XIX, a família vendeu o palácio, que foi comprado por José Correia Godinho da Costa, 1.º Visconde de Correia Godinho, Juiz Conselheiro do Supremo Tribunal Militar. Foi nessa altura que terão sido introduzidas algumas modificações arquitetónicas, como a balaustrada e as estátuas que ainda hoje se vêem no topo (neoclássicas, semelhantes às que decoram os nichos dos arcos de acesso ao Palácio da Ajuda), e a decoração neogótica na escadaria que acede ao piso nobre.
O palácio foi novamente vendido mais tarde, tendo sido a sede da Legação do Reino de Itália, época em que sofreu um violento incêndio, que destruiu grande parte do interior. Foi reconstruído, e foram introduzidas novas alterações.
Posteriormente, foi comprado pelo Estado Português e aí se instalou uma escola primária, a qual funcionou até 2007 e, mais uma vez, o edifício foi adaptado aos novos usos.
No piso nobre há vários salões, espaçosos e com grandes janelas das quais se vê o Panteão Nacional e, mais ao longe, o Rio Tejo. No piso inferior existe uma cozinha e um refeitório, cujas portas dão para um pátio exterior.
A partir de Março de 2012 tornou-se a sede da Trienal de Arquitectura de Lisboa.